# BN-600-reactor

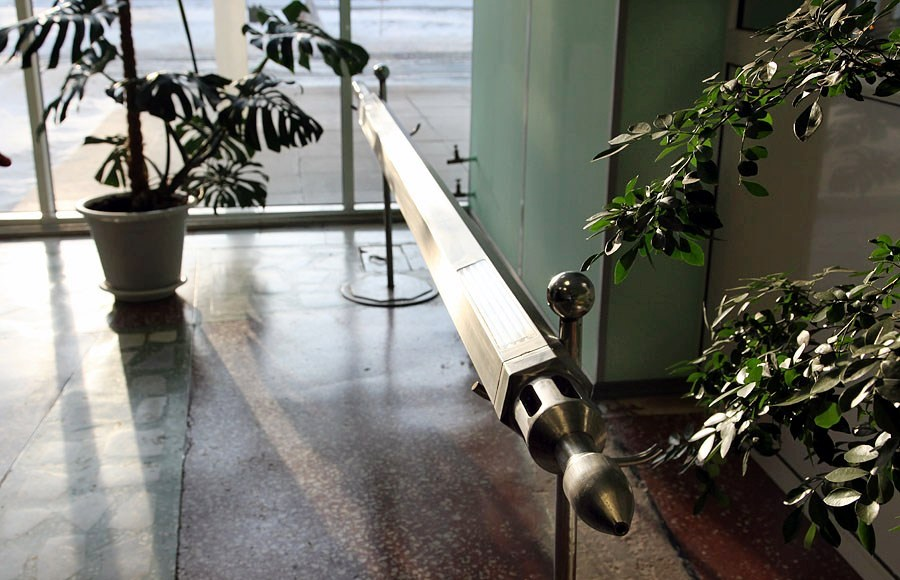
Brandstofstaaf van een BN-600-reactor

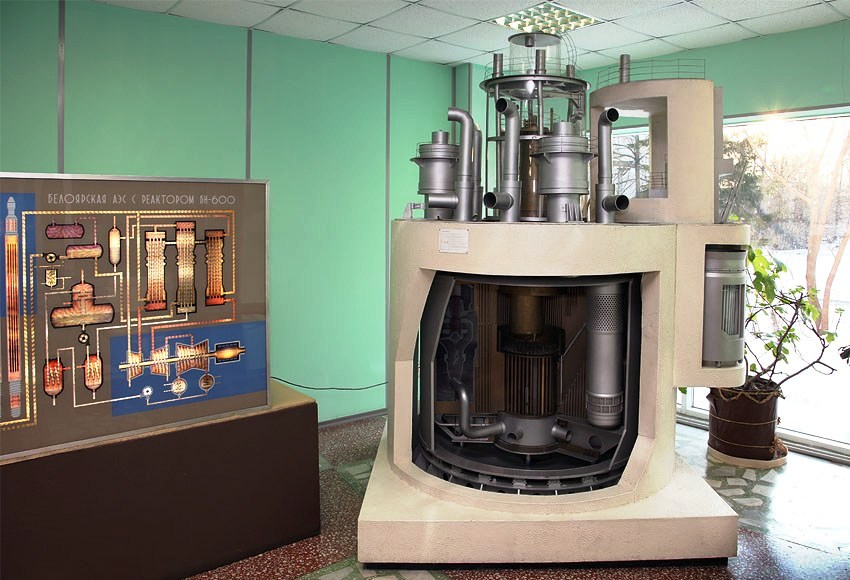
Model van een BN-600-reactor

De BN-600 (Russisch: реактор на быстрых нейтронах, reaktor na Bijstrie Neijtronij, reactor met snelle neutronen) is een met vloeibaar natrium gekoelde snelle kweekreactor (LMFBR) gebouwd in de kerncentrale Belojarsk ten noorden van Zaretsjny in oblast Sverdlovsk in Rusland en vormt momenteel de enige in werking zijnde reactor van deze kerncentrale. De reactor werd ontworpen voor 600 MW (elektrisch), maar produceert 560 MW (elektrisch) energie voor het energienet van de Centrale Oeral. De reactor wordt gebruikt sinds 1980.
De kernreactor is een bassinreactor, waarbij de reactor, natriumpompen en middelste warmtewisselaars en daarmee verbonden pijpen zich allemaal bevinden in een gezamenlijke vloeibare natriumpoel. Het reactorsysteem bevindt zich binnen een betonnen rechtlijnig gebouw (insluitingsgebouw) en wordt voorzien van filtering en systemen om gas in te sluiten. Er zijn problemen gemeld waaronder reacties van natrium met water door buislekken in de stoomgeneratoren, een natriumbrand door een lek in een hulpsysteem en een natriumbrand door een lek in een secundaire koellijn tijdens een afsluiting van de reactor. Deze problemen vallen echter allemaal onder de laagste classificatie van de International Nuclear Event Scale en geen van de gebeurtenissen maakte het onmogelijk om de reactor weer op te starten na de reparatie hiervan.
De reactorkern is 1,03 meter hoog en heeft een diameter van 2,05 meter. Het heeft 369 brandstofassemblages die verticaal zijn geplaatst en die elk bestaan uit 127 brandstofstaven met een verrijking van 17 to 26% 235U. Ter vergelijking: de normale verrijking in andere Russische reactoren ligt tussen de 3 tot 4% 235U. Het beheers- en scramsysteem (noodstopsysteem voor kernreactoren) omvat 27 regelstaven waaronder 19 vulstaven, twee automatische beheerstaven en zes automatische noodafsluitingsstaven. On-power-bijvulinstallaties maken het mogelijk om de kern op te laden met verse brandstofassemblages en het herpositioneren en draaien van de brandstofassemblages binnen de reactor en veranderen van beheersings- en scramsysteemelementen op afstand.
De BN-600 gebruikt een koelsysteem met 3 circuits; het primaire en secundaire circuit-koelmiddel is natrium. Water en stoom stromen door het derde circuit. Het natrium wordt verhit tot 550°C in de reactor. Deze warmte wordt verplaatst van de reactorkern via drie onafhankelijke circulatieverbindingen die elk bestaan uit een primaire natriumpomp, twee warmtewisselaars, een secundaire natriumpomp met een uitzettingstank hogerop (nooddrukverminderingstank). Deze voeden een stoomturbine die een generator aandrijft. De stoom uit de turbine wordt gecondenseerd door een condensor waarna het gecondenseerde water weer naar de warmtewisselaar gepompt wordt.
De reactor moest moeten worden afgesloten in 2010, maar omdat zijn opvolger, de BN-800-reactor dan nog niet gereed was in de kerncentrale van Belojarsk, bleef de reactor ook na 2010 nog in werking.
Er is veel internationale belangstelling voor de snelle-kweekreactor van Belojarsk. Zowel Japan als Frankrijk hebben een eigen snelle-kweekreactor in beheer, maar dit zijn slechts testversies. Japan heeft een miljard dollar betaald voor de technische documentatie van de reactor in Belojarsk. Ook loopt er een internationale studie met betrekking tot het reactorsysteem, waarbinnen Rusland, Frankrijk, Japan en het Verenigd Koninkrijk deelnemen.